# 1410-es busz
Az 1410-es jelzésű autóbuszvonal Debrecen, Tiszaújváros, Miskolc és Ózd között húzódó országos vonal, amelyet a Volánbusz Zrt. üzemeltet.

## Útvonala
A debreceni autóbusz-állomásról indul. Északnyugati irányban hagyja el a megyeszékhelyt Józsa felé. Útja során több megállót a munkaszüneti napokon közlekedő járat érint, amíg a hét utolsó tanítási napján közlekedő expresszjáratként funkcionál Miskolcig. Első település Hajdúböszörmény, melyet a 15 kilométerrel arrébb fekvő Pród városrésze követ. A 35-ös főútnak alföldi szakaszán tartózkodik, Görbeháza jön. Polgár belterületét is érinti, majd Borsod-Abaúj-Zemplénbe átlépve az egyik legnagyobb települését, Tiszaújvárost, állomásán 3 vagy 8 percet várakozik. Legközelebb Nyékládházán áll meg, már 3-as főúti megállóban. A szomszédos Mályit is kiszolgálja a megyeszékhely Miskolc előtt. Autóbusz állomásán, a Búza téren 10 vagy 20 percet ad csatlakozási lehetőségre. A 26-os főútra kanyarodik, a megyei kórház felé halad tovább, Sajószentpétert keresztezi. Az edelényi és a parasznyai elágazásokat elhagyva továbbmegy a BorsodChem határában, melyet Kazincbarcika követ. A városba hajt fel, de csak a városházát érinti a Szent Flórián téren kívül. Kis időn belül Sajóivánkának állomási része (Sajókaza megállóhely) következik és a szomszédos Vadna változatlanul a 26-oson, majd a zsákfalu Sajógalgóc útjánál található megállóban is megáll. Dubicsány jön, és a vonal 138. kilométerén Putnokon hajt át az országos járat. Egy rövid ideig a szlovák határ mentén robog, már a 25-ös főúton Bánrévét keresi fel, azt követően az egykori Center falut súrolja, míg nem Borsod-Abaúj-Zemplén 2. legnagyobb települését, Ózdot éri el, végállomását.
Ellentétes irányban nincs indítása, helyette az 1411-es busszal biztosított (munkaszüneti napokon) a két nagyváros közötti kapcsolat.

## Közlekedése
Indítás a hét utolsó tanítási napjain és munkaszüneti napokon történik. Törzsjárművei főként Credo Inovell 12-es debreceni autóbuszok.
| Viszonylat                           | Indításszám | Közlekedési rend                |
| ------------------------------------ | ----------- | ------------------------------- |
| Debrecen, aut. áll. ➝ Ózd, aut. áll. | 1 oda       | a hetek utolsó tanítási napjain |
| Debrecen, aut. áll. ➝ Ózd, aut. áll. | 1 oda       | munkaszüneti napokon            |

## Megállóhelyei
| A hetek utolsó tanítási napján közlekedő nem áll meg. |                                                     |          | |
| 0                                                     | Debrecen, autóbusz-állomás végállomás               | 0.0 km   | 10, 10Y, 19, 19H, 20E, 25, 25Y, 34, 35, 35E, 35Y, 36, 41, 41Y, 42, 45, 46, 46E, 46EY, 46H, 60, 60H, 93, 94, 125, 125Y, 146 3, 4, 5, 5A 1301, 1343, 1344, 1372, 1373, 1374, 1432, 1440, 1441, 1443, 1446, 1447, 1449, 1450 4425, 4304, 4323, 4324, 4400, 4401, 4402, 4403, 4405, 4406, 4407, 4408, 4410, 4412, 4413, 4414, 4415, 4416, 4420, 4421, 4422, 4423, 4430, 4431, 4432, 4434, 4438, 4440, 4445, 4446, 4450, 4451, 4452, 4459, 4460, 4461, 4463, 4464, 4466, 4512 |
| 1                                                     | Debrecen, Hortobágy utca                            | 1.6 km   | 15, 15G, 15H, 15Y, 15YH, 22, 22Y, 34, 34A, 35, 35A, 35Y, 35YA, 36, 36A, 52E, 61 1343, 1372, 1374, 1446, 1447, 1450 4450, 4451, 4452, 4453, 4459, 4460, 4461, 4463, 4464, 4466 |
| 2                                                     | Debrecen, Agrártudományi Centrum                    | 3.1 km   | 15, 15G, 15H, 15Y, 15YH, 22, 22Y, 24, 24Y, 34, 34A, 35, 35A, 35Y, 35YA, 36, 36A, 52E, 61, 93, 94 1372, 1373, 1374, 1411 4459, 4460, 4461, 4463, 4464, 4466 |
| 3                                                     | Debrecen-Józsa                                      | 9.0 km   | 34, 34A, 35, 35A, 35E, 35Y, 35YA, 36, 36A, 36E, 36R, 94, J1 1372, 1446 4459, 4460, 4461, 4463, 4464, 4466 |
| 4                                                     | Hajdúböszörmény, Kálvin tér                         | 18.6 km  | 1372, 1374, 1446 4459, 4460, 4463, 4466, 4478, 4479, 4481 |
| 5                                                     | Hajdúböszörmény, Árpád út                           | 19.8 km  | 1372 4459, 4463, 4478 |
| 6                                                     | Pród, autóbusz-váróterem                            | 34.7 km  | 1372 4463 |
| 7                                                     | Görbeháza, újtelep                                  | 45.8 km  | 1372 4463 |
| 8                                                     | Görbeháza, autóbusz-váróterem                       | 47.4 km  | 1372, 1374 3960, 4463, 4482 |
| 9                                                     | Polgár, ipari park                                  | 55.6 km  | 1372 3960, 4463, 4482 |
| 10                                                    | Polgár, vasútállomás bejárati út                    | 57.4 km  | 1372, 1450 3960, 4240, 4463, 4482, 4484 |
| 11                                                    | Polgár, autóbusz-váróterem                          | 59.1 km  | 1055 1369, 1370, 1372, 1373, 1374, 1426, 1427, 1428, 1450 3739, 3952, 3960, 4240, 4241, 4463, 4482, 4484, 4488 |
| 12                                                    | Tiszapart városrész, elágazás                       | 65.1 km  | 2 1369, 1370, 1372, 1450 3739, 3952, 3960, 4240, 4241, 4484 |
| 13                                                    | Tiszaújváros, Volán-telep                           | 67.1 km  | 2 1369, 1370, 1372, 1450 3739, 3952, 3960, 3963, 3964, 3965, 4008, 4240, 4241, 4484 |
| 14                                                    | Tiszaújváros, bejárati út                           | 67.9 km  | 2 1369, 1370, 1372, 1426, 1427, 1428, 1450 3731, 3733, 3737, 3739, 3744, 3745, 3952, 3960, 3963, 3964, 3965, 3966, 3968, 3970, 3971, 3975, 4008, 4240, 4241, 4484 |
| 15                                                    | Tiszaújváros, autóbusz-állomás                      | 68.8 km  | 1, 1A, 2, 3 1055 1370, 1372, 1373, 1374, 1426, 1427, 1428 3731, 3733, 3737, 3739, 3744, 3745, 3752, 3952, 3960, 3963, 3965, 3966, 3967, 3968, 3969, 3970, 3971, 3974, 3975, 4008, 4009, 4240, 4241, 4484 |
| 16                                                    | Nyékládháza, Szemere utca 53.                       | 86.2 km  | 1050, 1369, 1370, 1372, 1375, 1376, 1377, 1380, 1381 3745, 3747, 3748, 3749, 3750, 4019 |
| 17                                                    | Mályi, bolt                                         | 89.2 km  | 1050, 1369, 1370, 1372, 1375, 1376, 1377, 1380, 1381 3739, 3740, 3741, 3742, 3743, 3744, 3745, 3747, 3748, 3749, 3750, 4019 |
| 18                                                    | Miskolctapolcai elágazás                            | 97.2 km  | 4, 12, 14, 20, 20A, 24, 30, 32, 34, 36, 43, 44, 45, 900, 914, 935 1050, 1369, 1370, 1372, 1374, 1375, 1376, 1377, 1380, 1381, 1411 3738, 3739, 3740, 3741, 3742, 3743, 3744, 3745, 3746, 3747, 3748, 3749, 3750, 3751, 3752, 4019 |
| 19                                                    | Miskolc, Corvin utca                                | 99.2 km  | 12, 20, 20A, 28, 34, 35, 43, 44, 68 1369, 1370, 1372, 1375, 1376, 1377 3738, 3739, 3740, 3741, 3742, 3743, 3744, 3745, 3746, 3747, 3748, 3749, 3750, 3751, 3752, 4019 |
| 20                                                    | Miskolc, autóbusz-állomás                           | 100.6 km | 1, 1G, 3, 3A, 4, 7, 11, 12G, 20, 20A, 24, 28, 32, 34G, 35, 43, 44, 45, 101B, 900, 914, 935 1050, 1053, 1369, 1372, 1373, 1374, 1375, 1376, 1377, 1380, 1381, 1383, 1384, 1411 3700, 3701, 3702, 3703, 3704, 3705, 3706, 3707, 3708, 3709, 3710, 3711, 3712, 3714, 3715, 3716, 3717, 3718, 3719, 3720, 3721, 3722, 3723, 3724, 3726, 3727, 3728, 3729, 3730, 3731, 3733, 3734, 3735, 3736, 3737, 3738, 3739, 3740, 3741, 3742, 3743, 3744, 3745, 3746, 3747, 3748, 3749, 3750, 3751, 3752, 3753, 3754, 3755, 3757, 3760, 3761, 3764, 3765, 3766, 3767, 3770, 3772, 3773, 3774, 3775, 3776, 3777, 4019 |
| 21                                                    | Miskolc, megyei kórház                              | 102.6 km | 3, 3A, 12, 12G, 14, 14G, 20, 24, 36, 54, 914 1369, 1384, 1411 3700, 3701, 3702, 3703, 3704, 3705, 3707, 3708, 3709, 3711, 3714, 3754, 3757, 3760, 3761, 3763, 3764, 3765, 3766, 3767, 3769, 3770, 3772, 3773, 3774, 3775, 3776, 3777 |
| 22                                                    | Miskolc, repülőtér bejárati út                      | 103.5 km | 3, 3A, 8, 12, 12G, 14, 14G, 20, 24, 36, 54, 240, 914 1369, 1384, 1411 3700, 3701, 3702, 3703, 3704, 3705, 3707, 3708, 3709, 3711, 3714, 3754, 3757, 3760, 3761, 3763, 3764, 3765, 3766, 3767, 3769, 3770, 3772, 3773, 3774, 3775, 3776, 3777 |
| 23                                                    | Miskolc, Stromfeld laktanya                         | 104.5 km | 1369, 1384, 1411 3700, 3701, 3702, 3703, 3704, 3705, 3707, 3708, 3709, 3711, 3714, 3754, 3757, 3760, 3761, 3763, 3764, 3765, 3766, 3767, 3769, 3770, 3772, 3773, 3774, 3775, 3776, 3777 |
| 24                                                    | Sajószentpéter, edelényi elágazás                   | 114.6 km | 1369, 1384, 1411 3754, 3761, 3763, 3764, 3765, 3766, 3767, 3769, 3770, 3773, 4098 |
| 25                                                    | Sajószentpéter, parasznyai elágazás                 | 115.9 km | 1369, 1384, 1411 3754, 3756, 3761, 3763, 3764, 3765, 3766, 3767, 3769, 3770, 3773, 4049, 4050, 4051, 4098 |
| 26                                                    | Berente, PVC gyár bejárati út                       | 118.9 km | 1369, 1384, 1411 3756, 3763, 3764, 3765, 3766, 3767, 3769, 3770, 3773, 4045, 4046, 4047, 4048, 4050, 4052, 4058, 4061, 4062, 4063, 4067, 4070, 4075, 4081, 4082 |
| 27                                                    | Kazincbarcika, Szent Flórián tér autóbusz-váróterem | 121.7 km | 1054, 1369, 1384, 1411 3756, 3763, 3764, 3765, 3766, 3767, 3769, 3770, 3772, 3773, 4040, 4041, 4043, 4044, 4045, 4046, 4047, 4048, 4050, 4052, 4059, 4060, 4063, 4065, 4066, 4067, 4069, 4070, 4075, 4079, 4080, 4081, 4082, 4083, 4084, 4194 |
| 28                                                    | Kazincbarcika, városháza                            | 123.8 km | 3 1369, 1384, 1411 3756, 3763, 3764, 3765, 3770, 3772, 3773, 4040, 4041, 4044, 4047, 4048, 4050, 4052, 4059, 4060, 4063, 4065, 4067, 4069, 4070, 4075, 4080, 4082, 4083, 4084 |
| 29                                                    | Sajókaza vasútállomás bejárati út                   | 127.7 km | 1054, 1369, 1384, 1411 3408, 3770, 3773, 4057, 4058, 4059, 4060, 4061, 4062, 4063, 4065, 4066, 4067, 4069, 4153, 4194 személyvonat – Sajókaza [92.] |
| 30                                                    | Vadna, községháza                                   | 129.6 km | 1054, 1369, 1384, 1411 3408, 3770, 3773, 4057, 4058, 4059, 4060, 4061, 4062, 4063, 4065, 4066, 4067, 4153, 4194 |
| 31                                                    | Sajógalgóci elágazás                                | 132.3 km | 1369, 1384, 1411 3770, 3773, 4057, 4062, 4063, 4065, 4066, 4067, 4194 |
| 32                                                    | Dubicsány, panzió                                   | 134.9 km | 1369, 1384, 1411 3770, 3773, 4057, 4062, 4063, 4065, 4194 |
| 33                                                    | Putnok, Kossuth utca 62.                            | 138.7 km | 1369, 1384, 1411 3770, 3773, 4057, 4062, 4063, 4065, 4147, 4188, 4194 |
| 34                                                    | Putnok, Fő tér                                      | 139.6 km | 1369, 1384, 1411 3770, 3773, 4063, 4065, 4104, 4140, 4145, 4147, 4148, 4151, 4188, 4194, 4195 |
| 35                                                    | Putnok, szociális otthon                            | 140.4 km | 1369, 1384, 1411 3770, 3773, 4063, 4104, 4140, 4145, 4188 |
| 36                                                    | Putnok, Egyetértés Tsz                              | 141.0 km | 1369, 1384, 1411 3770, 3773, 4063, 4104, 4140, 4145, 4188 |
| 37                                                    | Héti elágazás                                       | 143.6 km | 1034, 1369, 1384, 1411 3770, 3773, 4063, 4104, 4140, 4145, 4188 |
| 38                                                    | Bánréve, újtelep                                    | 144.8 km | 1369, 1384, 1411 3770, 3773, 4104, 4140, 4145 |
| 39                                                    | Bánréve, vasúti átjáró                              | 145.7 km | 1369, 1384, 1411 3770, 3773, 4104, 4140, 4145 személyvonat – Bánréve [92.] |
| 40                                                    | Bánréve, autóbusz-váróterem                         | 146.3 km | 1034, 1369, 1384, 1411 3770, 3773, 4104, 4140, 4145 |
| 41                                                    | Sajópüspöki, élelmiszerbolt                         | 148.5 km | 1034, 1369, 1384, 1411 3770, 3773, 4104, 4140, 4145 |
| 42                                                    | Sajónémeti elágazás                                 | 149.9 km | 1369, 1384, 1411 3770, 3773, 4104, 4140, 4145 |
| 43                                                    | Ózd, centeri elágazás                               | 151.0 km | 1369, 1384, 1411 3770, 3773, 4104, 4140, 4145 |
| 44                                                    | Ózd, faiskola                                       | 151.8 km | 1369, 1384, 1411 3770, 3773, 4104, 4140, 4145 |
| 45                                                    | Ózd, Center vasútállomás bejárati út                | 152.4 km | 1369, 1384, 1411 3770, 3773, 4104, 4140, 4145 |
| 46                                                    | Ózd alsó vasútállomás                               | 155.3 km | 4, 46, 47, 74 1369, 1384, 1411 3770, 3773, 4104, 4140, 4145 személyvonat – Ózd alsó [92.] |
| 47                                                    | Ózd, vasútállomás                                   | 157.7 km | 4, 7, 8, 12, 46, 47, 68, 74, 76, 78 1369, 1384, 1411 3770, 3773, 4104, 4140, 4145 személyvonat – Ózd [92.] |
| 48                                                    | Ózd, autóbusz-állomás végállomás                    | 158.9 km | 1, 2, 2A, 3, 4, 6, 7, 8, 12, 20A, 21, 23, 26, 46, 47, 68, 74, 76, 78 1031, 1034, 1051, 1369, 1384, 1411 3410, 3770, 3773, 4101, 4102, 4104, 4140, 4145, 4147, 4148, 4150, 4151, 4153, 4155, 4157, 4158, 4160, 4161, 4180, 4185, 4186 |